# Philippe Vincke
Pour les articles homonymes, voir Vincke.
 (juillet 2023).
Philippe Vincke est un mathématicien belge, né le 30 avril 1951 à Ottignies, fils d'un père professeur de mathématique et d'une mère régente.  Il est recteur de l'Université libre de Bruxelles de septembre 2006 à septembre 2010. Il est auteur ou coauteur de 5 livres et d’une soixantaine d’articles scientifiques dans des revues internationales à comité de lecture.

## Biographie
Après des études à l'athénée de Braine-l'Alleud, il entreprit une licence en mathématiques à l'ULB, puis se spécialise dans la recherche opérationnelle et obtient un doctorat en sciences ainsi qu'une licence en actuariat. Depuis, il est professeur ordinaire à l’Université libre de Bruxelles et directeur du service de mathématiques de la gestion, il enseigne la statistique et la recherche opérationnelle à la Faculté des sciences, à l’École polytechnique, à la Solvay Brussels School of Economics and Management, ainsi qu’à l’Institut de gestion et d’aménagement du territoire. Ses travaux de recherche se situent dans les domaines de la recherche opérationnelle et de l’aide multicritère à la décision.
En 1991, pendant le rectorat de Françoise Thys, il devient successivement conseiller à la recherche, vice-recteur à la recherche puis aux relations internationales ainsi qu'aux affaires wallonnes. 
Il fut doyen de la Faculté des sciences appliquées de l'université libre de Bruxelles. En mai 2006, il est le seul candidat pour succéder à l'anthropologue Pierre de Maret et devenir le 64e recteur de l'Université libre de Bruxelles.
En 2000, il se voit décerner le Prix Georg Cantor de l'International Society on Multiple Criteria Decision Making (MCDM).
En 2009, il reçoit le titre de docteur honoris causa de l'université Paris-Dauphine.

## ControversesTariq Ramadan
Le Cercle des étudiants arabo-européens (CEAE) de l'ULB prévoyait inviter Tariq Ramadan lors d'un débat contradictoire, le 22 mars 2007, dans le cadre de la Semaine d'actions contre le racisme. Philippe Vincke, en sa qualité de recteur de l'ULB, refusa la tenue de ce débat dans l'enceinte de l'ULB, justifiant ainsi son choix : « Les débats, indispensables à l'exercice de la démocratie, ne sont acceptables en son sein qu'à la condition expresse que tous les participants poursuivent clairement et sans ambiguïté une visée commune : celles du respect et de la défense de l'esprit même du fondement démocratique »,.